# Libertas (Danmark)
 For alternative betydninger, se Libertas. (Se også artikler, som begynder med Libertas)
Libertas er et dansk ikke-partipolitisk selskab af personer, der har det erklærede formål at fremme kendskabet til fri markedsøkonomi og personlig frihed.

## Historie og formål
Af gruppens principdeklaration fremgår det at:
Libertas er et uafhængig og ikke partipolitisk selskab af individer, bragt sammen i arbejdet for et åbent samfund baseret på den frie tanke og den frie markedsøkonomi samt troen på hvert enkelt menneskes værdighed og integritet som absolutte værdier.
Libertas tror på hvert enkelt menneskes ret til: 
- Liv, frihed og retmæssigt erhvervet ejendom.
- Frit at udveksle tanker, varer og tjenester af enhver art og på enhver måde på det frie marked.
- At danne frivillige forsamlinger for at tilfredsstille individuelle menneskelige behov for venskab, tryghed, velfærd og kultur.
- Alene eller gennem disse forsamlinger at efterstræbe ethvert livsmål og sæt af værdier og at fremme disse gennem fredelig overbevisning af andre individer.

Selskabet Libertas blev etableret i 1986, og siden 1987 har selskabet udgivet tidsskriftet Libertas. Bladet Libertas bringer hovedsagelig artikler om liberale tænkere og liberal politik og økonomi, politologi og filosofi. Udgivelsen af bladet Libertas har været uregelmæssig i perioder, men siden 1987 har der været udgivet 50 numre af bladet. Siden ca. 2010 er Libertas udkommet cirka tre gange årligt med termin februar, juni og oktober, hvert nummer af bladet med sit eget tema, men også med artikler uden for tema, boganmeldelser, klummen "Den synlige hånd" m.m.   
Torben Mark Pedersen er fra 2011 redaktør (ansv.) af Libertas.  

## Adam Smith Prisen
Selskabet Libertas uddeler Den Danske Adam Smith Pris til "en dansker eller udlænding, der i tale, skrift eller handling har gjort en bemærkelsesværdig indsats for at fremme det frie samfund og det frie marked." 
Modtagere af Adam Smith prisen omfatter: 
- 1988; Direktør Knud Tholstrup, grundlægger af Kosan-koncernen, MF (Retsforbundet)
- 1989: Direktør, cand.polit. Christian Gandil, grundlægger af Erhvervenes Oplysningsråd, forfatter til bl.a. Moderne Liberalisme (1948).
- 1991: Fhv. chefredaktør, mag.art. Henning Fonsmark, forfatter til bl.a. Historien om Den Danske Utopi (1990) og Den Suveræne Dansker (1991).
- 1993: Fhv. skatte- og økonomiminister Anders Fogh Rasmussen, MF (Venstre), forfatter til bl.a. Fra Socialstat til Minimalstat (1993).
- 1994: Tjekkiets premierminister Vaclav Klaus.
- 1996: Professor, dr.phil. Mogens Blegvad, forfatter til bl.a. Moral og Samvittighed (1963), og medforfatter til Etik, Marked og Stat: Liberalismen fra Locke til Nozick (1992).
- 1999: Adjunkt, ph.d. Mehmet Ümit Necef, Syddansk Universitet/Odense Universitet.
- 2000: Professor, dr.phil. Bent Jensen, Syddansk Universitet/Odense Universitet.
- 2001: Erhvervsleder Flemming Juncker, foregangsmand inden for landbruget og grundlægger af Junckers Industrier i Køge.
- 2002: Professor emeritus Gerard Radnitzky, Universität Trier, Tyskland.
- 2003: Professor David Gress, tidl. Boston University, USA.
- 2011: Bent Blüdnikow, historiker, forfatter og anmelder, tidligere debatredaktør på Weekendavisen og Berlingske Tidende.
- 2013: Kammerherre, godsejer Bernt Johan Collet, medstifter af og bestyrelsesformand for CEPOS.
- 2016: Forfatter, erhvervsleder Lars Tvede, forfatter til bl.a. Det kreative samfund - hvordan Vesten vinder fremtiden.
- 2023: Dr. Madsen Pirie, præsident for Adam Smith Institute, London.
- 2024: Martin Ågerup, debattør tidligere direktør for den borgerlig-liberale tænketank CEPOS.[1]

Adam Smith prisen uddeles i forbindelse med den traditionsrige, årlige Adam Smith middag, som Selskabet afholder i begyndelsen af juni på tidspunktet omkring Adam Smiths dåbsdag.